# Малатеста да Веруккьо
Малатеста да Веруккьо (итал. Malatesta da Verucchio; 1212, Веруккьо — 1312, Римини) — правитель Римини с 1295 по 1312 год. Представитель рода Малатеста. Имперский викарий Флоренции в 1268 году.

## Биография
Сын правителя Пистойи Малатеста I Малатеста или его брата Джованни.
Датой рождения указывается 1212 год на основании работ итальянских историков, которые утверждают, что он умер в 100-летнем возрасте (morì centenario nel 1312). Однако это не совсем согласуется со многими фактами биографии. В сохранившихся до настоящего времени документах впервые упоминается в хартии от 15 марта 1263 года.
Женившись на дочери имперского викария Конкордии де Пандольфини, умело использовал этот брак, чтобы укрепить свою власть. Получил в приданое несколько сеньорий в южной Романье.
До 1248 года поддерживал гибеллинов, но после поражения Фридриха II под Пармой перешел на сторону гвельфов, и тех пор был самым влиятельным их вождём в Романье. 
После смерти первой жены, в 1266 году женился на внучке Папского легата Маргарите Палтинери. Вел борьбу с лидером гибеллинов Римини Гвидо да Монтефельтро. В 1275 году занимал должность капитана народа Болоньи. 
Впоследствии был назначен Карлом I Анжуйским викарием Папы Римского в Флоренции. 
В 1287 году подписал мир между городами Романьи и заключил мир с вождем гибеллинов Римини Малатестой Джованни II. Но гвельфы нарушили этот договор и изгнали к 1295 году всех сторонников гибеллинов из Романьи. 
В 1295 году Малатеста де Веруккьо провозгласил себя сеньором Римини. Умер в 1312 году.

## Семья
Малатеста де Веруккьо был женат два раза. От первой жены, Конкордии де Пандольфини (умерла в 1263), у него было пять детей:
- Ренгарда (умерла до 1312)
- Малатестино (умер в 1317);
- Джованито (умер в 1304);
- Паоло (убит в 1285);
- Рамберто (умер в 1298), священник.

От второй жены, Маргарите Палтинери, (брачный контракт 25 июля 1266), трое детей:
- Магдалина, жена Бернардино да Полента;
- Симона, жена Марко Раньери;
- Пандольфо (умер в 1326).